# 巴斯德奥·潘戴
巴斯德奥·潘戴（英語：Basdeo Panday，1933年5月25日—2024年1月1日），特立尼达和多巴哥律师、政治家，联合民族大会党创始人、领袖，曾任特立尼达和多巴哥总理（1995年—2001年）。
| 前任： 帕特里克·曼宁 | 特立尼达和多巴哥总理 1995年－2001年 | 繼任： 帕特里克·曼宁 |